# ルイーズ・ド・ロレーヌ＝ヴォーデモン
ルイーズ・ド・ロレーヌ＝ヴォーデモン（Louise de Lorraine-Vaudémont, 1553年4月30日 - 1601年1月29日）は、フランス王アンリ3世の王妃。

## 生涯
ロレーヌ公アントワーヌの次男メルクール公ニコラとエフモント伯ヤン4世の娘マルグリットの子として、ロレーヌ公国で生まれた。ルイーズを生んだ翌年に生母マルグリットは死去し、父と継母ジャンヌ・ド・サヴォワ＝ヌムールに疎まれ、ルイーズは静かで従順な子供として育った。また、非常に信心深くなった。
1574年、ポーランド王に選出されて領国へ向かう途上、アンジュー公アンリは姉クロードの夫ロレーヌ公シャルル3世を訪問した。その時、アンリはシャルルの従妹であるルイーズに魅せられた。ルイーズはブロンドではなかったが魅力的で愛らしく、アンリが懸想していたコンデ公アンリ1世妃マリー・ド・クレーヴによく似ていた。彼はルイーズを忘れられなくなった。
同年に兄シャルル9世が早世し、アンリはフランスに帰国して王位を継いだ。初めマリーを夫と離婚させて自らの妻にしようと考えたが、マリーも同年に肺の伝染病で死去した。深い嘆きに打ちひしがれた後、アンリはルイーズと結婚することを決め、母カトリーヌと重臣らに相談して同意を得た。

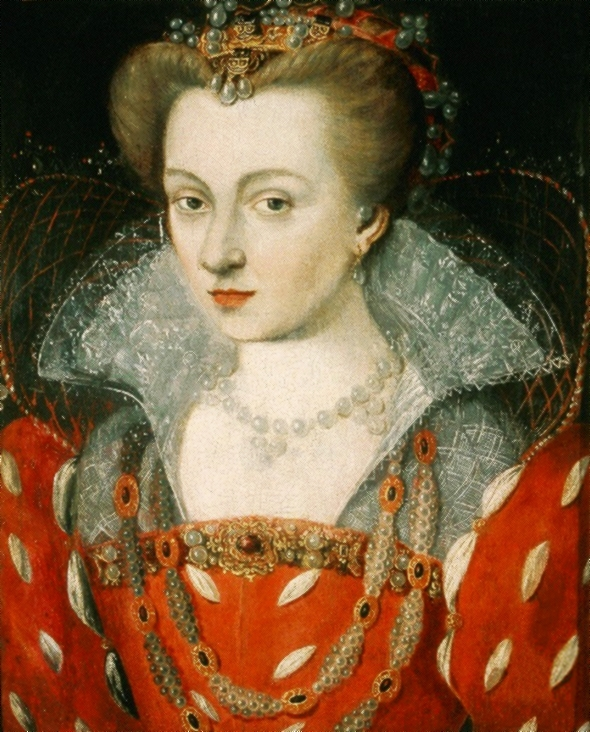
ルイーズ王妃（1575年）

アンリの戴冠式の2日後、1575年2月15日に結婚式が挙げられた。馬鹿げた茶番のせいで、式は夜に始められた。アンリは新婦のドレスのみならず自分の服もデザインし、夜までかかってルイーズの髪型を整えていたのである。
幼稚な行動にやきもきさせられながらも、ルイーズは夫を崇拝した。子供をつくるという点では、この結婚は失敗だった（1576年に一度流産したといわれている）。ルイーズは鬱病を患って痩せこけ、夫とともに信心深くなり、息子を授けて欲しいと巡礼地を巡った。
1589年にルイーズはシュノンソー城を受け継いだ。ルイーズが城に滞在中の同年8月2日、アンリは暗殺された。ルイーズは、喪服を着て広い城内の通路をあてもなくさまよい歩くようになった。
ルイーズは1601年にオーヴェルニュのムーランで死去し、カプチン会の修道院に葬られた。復古ブルボン朝の1817年、彼女の棺はサン＝ドニ大聖堂へ運ばれ、夫アンリ3世の隣りに改葬された。